# Aeroporti a Samoa
La seguente è una lista degli aeroporti nelle Samoa:

## Aeroporti
| Città      | Isola   | ICAO | IATA | Nome aeroporto        | Coordinate                   |
| ---------- | ------- | ---- | ---- | --------------------- | ---------------------------- |
| Apia       | Upolu   | NSFA | APW  | Aeroporto di Faleolo  | 13°49′37.99″S 172°00′30″W    |
| Asau       | Savai'i | NSAU | AAU  | Aeroporto di Asau     | 13°30′18.36″S 172°37′41.16″W |
| Fagali'i   | Upolu   | NSFI | FGI  | Aeroporto di Fagali'i | 13°50′54″S 171°44′30″W       |
| Salelologa | Savai'i | NSMA | MXS  | Aeroporto di Maota    | 13°44′32″S 172°15′28″W       |

## Fonti
- Prokerala.com.